# Victor Chappuy
Victor-François Chappuy est un sculpteur français né le 14 août 1832 à Grenoble et mort le 7 juillet 1896 à Paris.

## Biographie
Victor Chappuy est né le 14 août 1832 à Grenoble. Il est admis aux Beaux-Arts de Paris le 8 avril 1852 dans l'atelier d'Armand Toussaint. Il commence à exposer au Salon en 1857 et continue d'y prendre d'une façon assidue jusqu'en 1896. Il remporte une mention honorable, en 1889, avec une figure d'athlète. Il est l'auteur du Monument à Jacques de Vaucanson érigé à Grenoble. Le musée de sa ville natale conserve plusieurs de ses œuvres. À Paris, il sculpte une statue en pierre ornant la façade de l'hôtel de ville.
Victor Chappuy meurt à Paris le 7 juillet 1896,.

## Œuvres

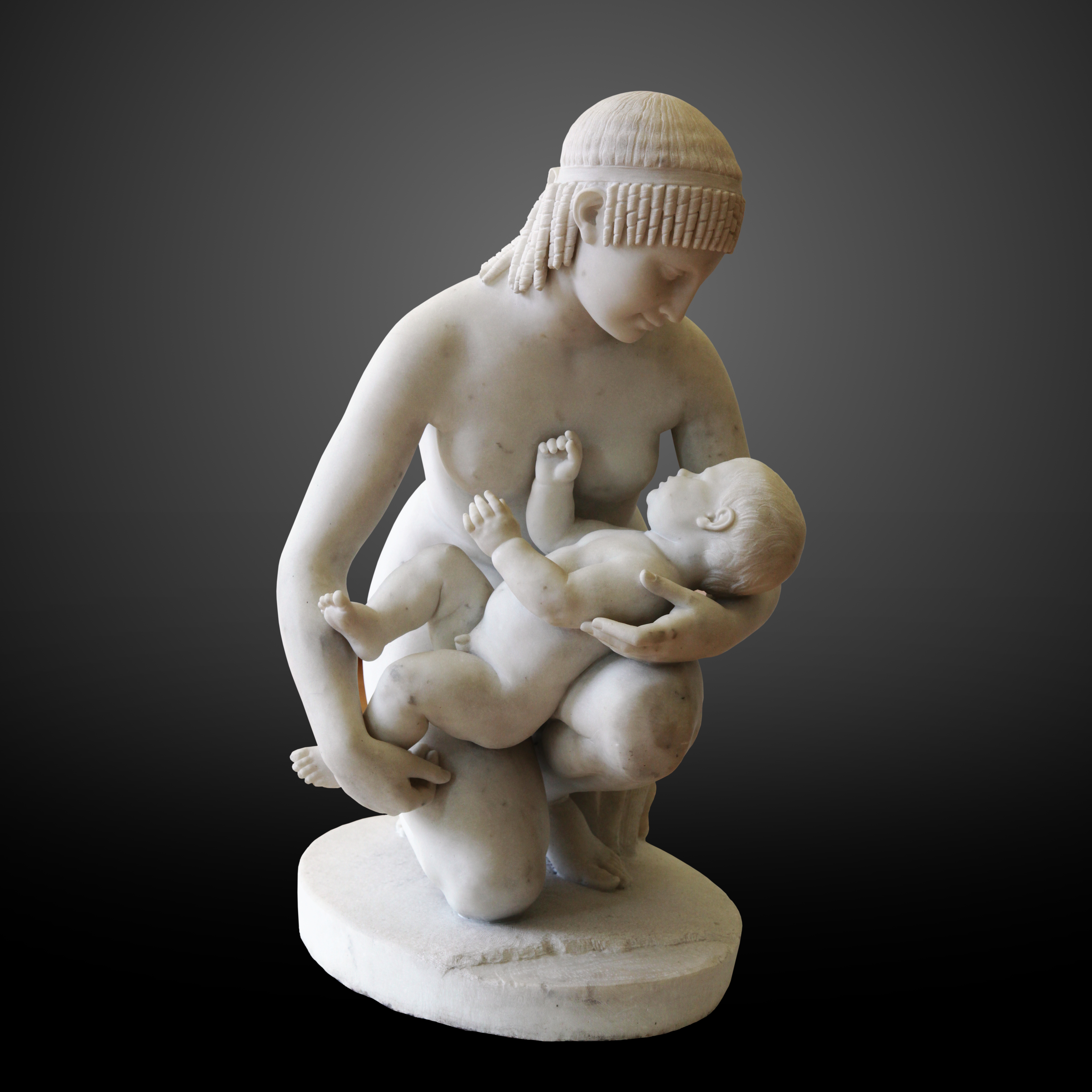
Moïse sauvé des eaux (1879), marbre, musée de Grenoble.

- Le Dénicheur d'écureuils. Statue en plâtre. Salon de 1857 (n° 2789). Cette statue reparut en marbre au Salon de 1863 (n° 2289).
- Le Charmeur de serpents. Statue en plâtre. Salon de 1864 (n° 2543).
- Le Joueur de bilboquet. Statue en plâtre. Salon de 1866 (n° 2675). Cette statue reparut en bronze au Salon de 1868 (n° 3474).
- Le Tondeur de moutons. Groupe en plâtre. H. 1 m 10. Signé et daté de 1870; Musée de Grenoble. Ce groupe a figuré au Salon de 1869 (n° 3296). Il a été acquis par la ville de Grenoble en 1872.
- Sara la baigneuse. Statue en plâtre. H. 1 m 10. Signée et datée de 1870. Musée de Grenoble. Cette statue, acquise par la ville de Grenoble en1872, a figuré au Salon de 1870 (n° 4341).Ruth. Statue en plâtre. Salon de 1872 (n° 1598). Musée de La Rochelle. Cette statue a été acquise par l'État, en vertu d'un arrêté ministériel du 30novembre 1871, moyennant 3.000 francs.
- Jacques de Vaucanson (1709-1782), mécanicien. Statue en bronze. H. 2 m 50. Signée : Victor Chappuy de Grenoble. Inaugurée sur la place Vaucanson, à Grenoble, le 14 août 1876. Le modèle en plâtre, exécuté en 1855, se trouve au Musée de la ville.
- Le Messager. Statue en plâtre. Salon de 1873 (n° 1564).
- Indiana. Statue en plâtre. Salon de 1874 (n° 2736).
- J.-M. Cabirol. Buste en marbre. Salon de 1875 (n° 2939).
- Léda. Groupe en plâtre. Salon de 1876 (n° 3131).
- Moïse sauvé des eaux. Groupe en marbre. H. 0 m 91. Signé et daté de 1879 .Salon de 1879 (n° 4869). Musée de Grenoble. Ce groupe a été acquis parla ville, en 1880, pour le prix de 3.500 francs. Le modèle en plâtre a figuré au Salon de 1878 (n° 4114).
- La Ville de Grenoble. Statue en pierre (année 1881). H. 21,130. Façade de l'Hôtel de Ville de Paris, donnant sur la rue Lobau.
- La Vielleuse. Statuette en plâtre. Salon de 1882 (n° 4196).
- Un jeune Hercule. Statuette en plâtre. Salon de 1883 (n° 3448).
- Un sauvetage. Groupe en plâtre. Salon de 1885 (n° 3463).
- Portrait de M. C. M... Médaillon en marbre. Salon de 1886 (n° 3638).
- Un athlète. Statue en plâtre. Salon de 1889 (n°4158).
- Le Sergent Hoff. Médaillon en plâtre. Salon de 1890 (n° 3648).
- M. Castagnary. Médaillon en marbre. Salon de 1890 (n° 3649).
- Deux entêtés. Groupe en bronze. Salon de 1892 (n° 2408).
- Une bacchante. Statue en plâtre. Salon de 1893 (n° 2685).
- L'Oiseau d'Yvonne. Statue en plâtre. Salon de 1896 (n° 3313).